# Бурово (Костромская область)
Бурово — деревня в Костромском районе Костромской области. Входит в состав Кузьмищенского сельского поселения.

## География
Находится в юго-западной части Костромской области на расстоянии приблизительно 20 км на север-северо-восток по прямой от железнодорожной станции Кострома-Новая.

## История
В 1872 году здесь было учтено 18 дворов, в 1907 году — 19.

## Население
Постоянное население составляло 99 человек (1872 год), 123 (1897), 116 (1907), 6 в 2002 году (русские 66 %), 13 в 2022.